# Sydnorge

Sydnorge inkluderar fylkene Oslo, Akershus, Østfold, Vestfold, Buskerud, Telemark, Oppland, Hedmark, Aust-Agder, Vest-Agder, Rogaland, Hordaland, Sogn og Fjordane, Møre og Romsdal och Trøndelag.

Sydnorge (bokmål Sør-Norge, nynorska Sør-Noreg) används ofta som beteckning för Norge söder om Nordland fylke, som är Nordnorges sydligaste fylke. Sydnorge består av landsdelarna Trøndelag, Vestlandet, Sørlandet och Østlandet. Sydnorge skall ej förväxlas med Sørlandet.